# Belägringen av Kristianopel
Belägringen av Kristianopel ägde rum i februari 1677 under det Skånska kriget, när svenska trupper återerövrade den danskockuperade staden Kristianopel i Blekinge.